# Raionul Kameanka, Cerkasî
Kameanka (în ucraineană Кам`янський район, transliterat: Kameanskîi raion) este un raion în regiunea Cerkasî, Ucraina. Reședința sa este orașul Kameanka.

## Demografie
Componența lingvistică a raionului Kameanka
     Ucraineană (96,78%)
     Rusă (2,97%)
     Alte limbi (0,18%)
Conform recensământului din 2001, majoritatea populației raionului Kameanka era vorbitoare de ucraineană (96,78%), existând în minoritate și vorbitori de rusă (2,97%).